# Andelot (Fluss)
Der Andelot ist ein Fluss in Frankreich, der in der Region Auvergne-Rhône-Alpes verläuft. Er entspringt im Gemeindegebiet von Saint-Agoulin, entwässert generell in nordöstlicher Richtung und mündet nach rund 50 Kilometern im Gemeindegebiet von Paray-sous-Briailles, gegenüber von Varennes-sur-Allier, in mehreren Mündungsarmen als linker Nebenfluss in den Allier.
Auf seinem Weg durchquert der Andelot die Départements Puy-de-Dôme und Allier.

## Orte am Fluss
- Saint-Priest-d’Andelot
- Gannat
- Monteignet-sur-l’Andelot
- Escurolles
- Broût-Vernet
- Saint-Didier-la-Forêt
- Paray-sous-Briailles